# Aeroporto de Teterboro

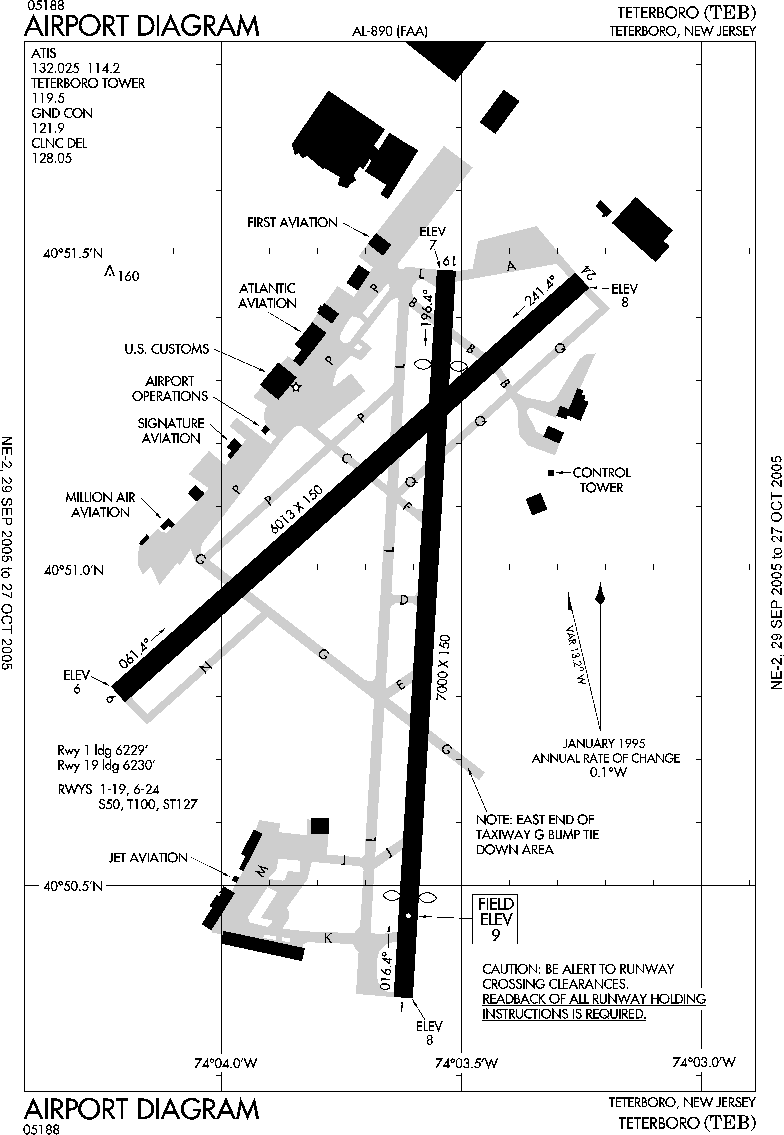
Diagrama do Aeroporto Teterboro mostrando o posicionamento de suas pistas de rolamento.

O Aeroporto Teterboro é um aeroporto dos Estados Unidos.
Este aeroporto, instalado no distrito de Teterboro, no Condado de Bergen, New Jersey, atende principalmente a Região Metropolitana de Nova Iorque. Situa-se a 19km de Manhattan sendo, desse modo, muito utilizado por voos de jatos executivos pertencentes à empresas e companhias de taxi aéreo. Por possuir um limite de peso de 100.000 libras  em suas operações, esse aeroporto não é comumente utilizado pelas grandes companhias aéreas.

## Museuehall da famada aviação
Uma das mais famosas estruturas presentes no Teterboro é o  Aviation Hall of Fame and Museum of New Jersey. Inaugurado em 1972, este foi o primeiro museu estadual sobre a aviação em todos os EUA. Um dos motivos que levaram a escolha de Teterboro para sediar tal memorial está no fato de que famosos pioneiros da aviação, como Charles Lindbergh e Amelia Earhart já usaram as suas pistas para decolar e aterrissar suas aeronaves.